# Blood Brothers (альбом Blind Channel)
Blood Brothers (с англ. — «Кровные братья») — второй альбом финской рок-группы Blind Channel, который был выпущен 20 апреля 2018 года. Запись началась по прошествии большей части концертов, посвящённой поддержке дебютного альбома Revolutions, и уже в декабре 2017 года Blind Channel сообщили, что завершили запись второго студийного альбома, продюсером которого  выступил Йонас Олссон (Amorphis, Poisonblack, Robin), что работал и над предыдущим альбомом Revolutions. В рецензиях Musicalypse и Kaaozine альбом получил один из самых высоких рейтингов за этот год.
В трэклист альбома Blood Brothers была включена песня «Scream», посвящённая Честеру Беннингтону, вокалисту Linkin Park, покончившему жизнь самоубийством в июле 2017 года. Blind Channel объяснили этот поступок тем, что группа Linkin Park является для них основоположником собственного творчества. Также Нико Моиланен и Йоэль Хокка представили видеозапись с кавер-версией «Numb» — одного из главных хитов Linkin Park. Официально эта кавер-версия группой выпущена не была и в список композиций альбома не вошла, несмотря на то, что и Хокка, и Моиланен выразили мысль, что почтили память Честера Беннигтона недостаточно. В поддержку альбома Blood Brothers группа организовала тур по Финляндии и дала несколько концертов за рубежом.
Песня «Elephant In The Room» является коллаборацией с Spaz Caroon — младшим братом одного из солистов Blind Channel Нико Моиланена.

## Синглы
Во время записи альбома Blind Channel представили два новых сингла: «Alone Against All» 7 апреля 2017 года и «Sharks Love Blood» 29 сентября того же года. Оба сингла были сопровождены видеоклипами, снятыми в Финляндии режиссёром Вилле Юуриккала (Ville Juurikkala).
Уже в год выхода альбома Blind Channel опубликовали третий сингл «Wolfpack», релиз которого состоялся 19 января. Изначально именно такой заголовок должен был носить второй альбом, но во время записи музыканты пришли к решению, что Blood Brothers подойдёт для пластинки лучше.
Последним синглом незадолго до выхода альбома стал «Out of Town», выпущенный 29 марта 2018 года. Несмотря на то, что изначально на эту песню был представлен видеоклип, Blind Channel позже скрыли его из ротации.

## Список композиций
Слова и музыка всех песен — участниками Blind Channel..
| №   | Название                                   | Длительность |
| --- | ------------------------------------------ | ------------ |
| 1.  | «Trigger»                                  | 3:00         |
| 2.  | «Elephant In The Room (feat. Spaz Caroon)» | 3:29         |
| 3.  | «Out Of Town»                              | 3:12         |
| 4.  | «My Heart Is A Hurricane»                  | 3:14         |
| 5.  | «Giants»                                   | 3:18         |
| 6.  | «Like A Brother»                           | 3:30         |
| 7.  | «Alone Against All»                        | 3:25         |
| 8.  | «Scream»                                   | 3:19         |
| 9.  | «I.D.F.U.»                                 | 2:41         |
| 10. | «Sharks Love Blood»                        | 3:29         |
| 11. | «Wolfpack»                                 | 3:17         |

## Участники записи
- Йоэль Хокка — вокал, гитара
- Нико Моиланен — вокал
- Йоонас Порко — гитара, бэк-вокал
- Олли Матела — бас-гитара
- Томми Лалли — ударные
- Spaz Caroon — вокал в песне «Elephant In The Room»